# Calixte Ligue
Calixte Ligue (Zürich, 2005. március 21. –) svájci korosztályos válogatott labdarúgó, a Zürich csatárja.

## Pályafutása

### Klubcsapatokban
Ligue a svájci Zürich városában született. Az ifjúsági pályafutását a Seebach csapatában kezdte, majd a Zürich akadémiájánál folytatta.
2023-ban mutatkozott be a Zürich első osztályban szereplő felnőtt keretében. Először a 2023. január 21-ei, Luzern ellen 2–2-es döntetlennel zárult mérkőzés 87. percében, Antonio Marchesano cseréjeként lépett pályára. Első gólját 2023. március 5-én, a Servette ellen hazai pályán 1–1-es döntetlennel végződő találkozón szerezte meg.

### A válogatottban
Ligue az U17-es és U18-as korosztályú válogatottban is képviselte Svájcot.

## Statisztika
2023. április 15. szerint.
| Klub     | Szezon   | Bajnokság          | Bajnokság | Bajnokság | Kupa  | Kupa  | Nemzetközi | Nemzetközi | Összesen | Összesen |
| Klub     | Szezon   | Bajnokság          | Mérk.     | Gólok     | Mérk. | Gólok | Mérk.      | Gólok      | Mérk.    | Gólok    |
| -------- | -------- | ------------------ | --------- | --------- | ----- | ----- | ---------- | ---------- | -------- | -------- |
| Zürich   | 2022–23  | Swiss Super League | 7         | 1         | 0     | 0     | 0          | 0          | 7        | 1        |
| Összesen | Összesen | Összesen           | 7         | 1         | 0     | 0     | 0          | 0          | 7        | 1        |